# تيري سميث (لاعب هوكي الجليد)
تيري سميث هو لاعب هوكي الجليد كندي، ولد في 30 يونيو 1952 في إدمونتون في كندا.

## وصلات خارجية
- تيري سميث على موقع EliteProspects.com (الإنجليزية)
- تيري سميث على موقع HockeyDB.com (الإنجليزية)